# 亚历山大·齐尔品
亚历山大·尼古拉耶维奇·齐尔品（俄语：Александр Николаевич Черепнин，1899年1月21日—1977年9月29日），又译切列普宁，美籍俄罗斯作曲家，钢琴家。其父是作曲家尼古拉·切列普宁。1921年随父流亡巴黎，1934-1937年到远东巡演，游历了中国和日本，并与中国钢琴家李献敏结婚，后定居美国，被他发掘或推介的东亚作曲家包括贺绿汀、伊福部昭、江文也等，1977年逝世于巴黎。齐尔品的作品含丰富的民族元素，常采用各种民族调式和自创的调式，并尝试电子音乐。但他的作品始终保持明显的旋律性。
其子瑟奇（Serge）与伊万（Ivan）后来也都子承父业，成为了知名的音乐家。